# Gintaras Karosas
Gintaras Karosas (né le 25 juin 1968 à Vilnius) est un artiste lituanien, fondateur de l'Europos Parkas.

## Biographie
Après des études à l'Académie des arts de Vilnius où il obtint un diplôme en sculpture, Gintaras Karosas étudia dans des musées au Japon et aux États-Unis.
Son travail sur l'Europos Parkas commença alors qu'il était âgé de 19 ans : ayant repéré un site boisé aux environs de Vilnius qui convenait pour un jardin de sculptures, il le défricha et y plaça sa première sculpture en 1991. Il en ajouta 5 autres (dont la plus grande sculpture de téléviseurs, enregistrée dans le Guinness des records) et conçut le centre éducatif.

## Source de la traduction
- (en) Cet article est partiellement ou en totalité issu de l’article de Wikipédia en anglais intitulé « Gintaras Karosas » (voir la liste des auteurs).